# Завишице
Завишице (чеш. Závišice) — муниципалитет в районе Нови-Йичин, под городом Копрживнице, Моравско-Силезский край.

## История
Впервые в письменных источниках упоминается в 1354 году.
В середине XIII века деревня была подарена рыцарю Зигфрида от Арнольда фон Хюкесвагена за помощь в восстановлении замка Альт-Титшайн и строительстве замка Хуквальд; была построена каменная крепость. В 1256 году после ходатайства оломоуцких епископов деревня была разделена на два района: Унтер-Заверсдорф м Обер-Заверсдорф.

### Комментарии
1. ↑  По немецки деревня называлась Заверсдорф